# Scopula flavorosearia
Scopula flavorosearia är en fjärilsart som beskrevs av Shchetkin 1956. Scopula flavorosearia ingår i släktet Scopula och familjen mätare. Inga underarter finns listade.